# Liste der Monuments historiques in Richebourg (Yvelines)
Die Liste der Monuments historiques in Richebourg (Yvelines) führt die Monuments historiques in der französischen Gemeinde Richebourg auf.

## Liste der Bauwerke
| Bezeichnung         | Beschreibung | Standort | Kennzeichnung | Schutzstatus | Datum | Bild           |
| ------------------- | ------------ | -------- | ------------- | ------------ | ----- | -------------- |
| Kirche St-Georges   |              | (Lage)   | PA00087586    | Classé       | 1905  | weitere Bilder |
| Manoir de la Troche | Herrenhaus   | (Lage)   | PA00087587    | Inscrit      | 1926  | weitere Bilder |

## Liste der Objekte
- Monuments historiques (Objekte) in Richebourg (Yvelines) in der Base Palissy des französischen Kultusministeriums